# Roger de Moulins
Roger de Moulins (XII secolo – Nazareth, 1º maggio 1187) è stato un militare francese e un Gran Maestro dell'Ordine dei Cavalieri Ospedalieri dal 1177 fino alla sua morte, succedendo a Gilberto di Siria.

## Biografia
Gli Ospedalieri erano rivali dei Templari, ma Papa Alessandro III aveva persuaso Roger a cercare di collaborare con loro nel 1179. Nel 1184 egli ritornò in Europa con Arnau de Torroja, Gran maestro dei Templari, e col patriarca Eraclio di Gerusalemme, e fondò nuove sedi dell'ordine in Germania, Gran Bretagna e Francia. Nel suo ritorno in Terrasanta, aiutò i Normanni ad attaccare Tessalonica, nel 1185.
Durante il suo periodo di reggenza venne coinvolto diverse volte nelle vicende politiche del Regno di Gerusalemme. Roger si oppose a Rinaldo di Châtillon e Guido di Lusignano ed in un primo momento rifiutò perfino di consegnare a Guido le chiavi del tesoro reale quando fu incoronato Re di Gerusalemme nel 1186. Prese parte alle operazioni militari contro Saladino nella battaglia di Cresson, presso Nazareth, il 1º maggio 1187, dove fu ucciso, trafitto da una lancia nello stomaco.
Roger fu succeduto in un periodo intermedio da William Borrel, vice-maestro nel 1187, e quindi da Hermangard d'Asp, custode provvisorio dell'Ordine fino al 1190.